# Like A Beautiful Smile
Like A Beautiful Smile är en låt av Sting som finns på DVD:n Inside the Songs of Sacred Love som släpptes 2003.
Texten i versen är lånad från William Shakespeares sonett "Shall I Comepare Thee To A Summer's Day?". Taktarten i vers, intro och mellanspel är 7/8 som var fjärde takt utökas till 8/8 vilket ger ett intryck av 29/32-takt.
Texten i refrängen har Sting själv skrivit och där är taktarten den vanliga 4/4.
Låten finns även på vissa versioner av Stings musikalbum Sacred Love.